# Eksarchia
Eksarchia (gr. Εξάρχεια) – dzielnica Aten właściwych. Graniczy na wschodzie z dzielnicą Kolonaki i jest otoczona ulicami Patision, Panepistimiu, Solonos oraz Aleksandras. Eksarchia znana jest jako historyczne centrum ateńskiego intelektualizmu oraz radykalnego aktywizmu politycznego.

## Charakterystyka
W obrębie dzielnicy znajdują się m.in. Narodowe Muzeum Archeologiczne, Politechnika Narodowa oraz Wzgórze Strefi. Centralnym punktem dzielnicy jest plac Eksarchion, przy którym mieści się wiele kawiarni oraz barów, jak również jedno z najstarszych letnich kin w Atenach – „Vox”. Działa ono przy skłocie K-Vox, w ramach którego, poza kinem, prowadzona jest również kawiarnio-księgarnia o tej samej nazwie, a także biblioteka oraz klinika ADYE, oferującą darmową opiekę medyczną.
Charakterystycznym elementem placu Eksarchion jest również mieszczący się przy nim budynek apartamentowy Antonopoulos, nazywany „niebieskim budynkiem” (ze względu na jego pierwotny kolor), który jest typowym przykładem nowoczesnej architektury ateńskiej popularnej w okresie międzywojennym. Przy odchodzącej od placu ul. Stournari, zwanej Grecką Doliną Krzemową, działa duża liczba sklepów komputerowych.
Na terenie dzielnicy mieszka wielu intelektualistów i artystów. Znajdują się tutaj również siedziby grup socjalistycznych, anarchistycznych i antyfaszystowskich, które prowadzą wiele skłotów, centrów socjalnych czy kooperatyw. Eksarchia to także miejsce, w którym regularnie mają miejsce inicjatywy artystyczne, takie jak wystawy sztuki, przedstawienia teatralne i koncerty. Ze względu na swój polityczny i intelektualny charakter, funkcjonuje tutaj dużo księgarni, sklepów z żywnością ekologiczną czy fair trade.
Posterunki policji, urzędy oraz inne symbole państwa i systemu kapitalistycznego, m.in. takie jak banki, są częstym celem ataków grup skrajnie lewicowych oraz anarchistycznych. Swoją siedzibę ma tutaj również partia PASOK, która w 2009 poparła m.in. programy oszczędnościowe podyktowane przez Unię Europejską. Była ona niejednokrotnie atakowana przez przedstawicieli grupy lewicowych.
W dzielnicy można znaleźć wiele form street artu, a także graffiti o wydźwięku antykapitalistycznym, antyfaszystowskim, anarchistycznym czy socjalistycznym.

## Historia
Dzielnica Eksarchia została utworzona w latach 1870–1880 na obrzeżach miasta i odegrała znaczącą rolę w życiu społecznym i politycznym Grecji. W listopadzie 1973 miał tutaj miejsce krwawo stłumiony strajk studentów Politechniki Ateńskiej. Natomiast w grudniu 2008 zabójstwo 15-letniego Aleksandrosa Grigoropulosa przez policjanta w Eksarchii spowodowało zamieszki na terenie całego kraju.

### Strajk na Politechnice Ateńskiej
17 listopada 1973 greckie wojsko dokonało nalotu na okupujących Politechnikę Ateńską studentów, zabijając w efekcie 40 cywilów. Wydarzenia te wywołały oburzenie społeczne i uchwalenie ustawy o autonomii uczelni, która określa kampusy uniwersyteckie jako niedostępne dla policji i personelu wojskowego. Prawo to przyczyniło się do rozpowszechnienia protestów w Eksarchii, ponieważ politechnika funkcjonowała jako miejsce powstańczej koordynacji i miejsce, gdzie policja nie miała wstępu.

### Zamieszki w 2008
6 grudnia 2008 funkcjonariusz greckiej policji zastrzelił 15-letniego Aleksisa Grigoropulosa w obrębie bloków Politechniki w Atenach, co doprowadziło do największych protestów w Grecji od zakończenia dyktatury w 1974. Protesty rozpoczęły się w Eksarchii oraz jej okolicach, a następnie rozprzestrzeniły się na resztę Aten.
W następstwie zamieszek obecne w Eksarchii kolektywy i ruchy lewicowe rozszerzyły swoje inicjatywy, eksperymentując z nowymi formami organizacji, zwłaszcza w celu zapewnienia przestrzeni publicznych zorganizowanych wokół etosu antyhierarchicznego i antykomercyjnego. Przykładem takich działań jest zorganizowanie parku miejskiego na terenie opuszczonego parkingu samochodowego. Działający pod nazwą Park Navarinou jest pielęgnowany przez lokalnych mieszkańców, a na jego terenie regularnie odbywają się różne wydarzenia, m.in. pokazy filmów czy targi.
Innymi przykładami działań w dzielnicy, jest np. kolektyw Sporos, który stara się rozwijać model gospodarki solidarnościowej poprzez handel i sprzedaż towarów wyprodukowanych przez Zapatystów, natomiast kolektyw Skoros promuje ponowne wykorzystanie, recykling i wymianę usług. Inne powstałe po zamieszkach inicjatywy obejmowały również spółdzielnie produkcyjne lub konsumenckie oraz kuchnie zbiorowe.

### Konflikt z lokalną mafią
Brak obecności policji w dzielnicy z czasem spowodował rozwinięcie się w niej zorganizowanego handlu narkotykami. Taka sytuacja spotkała się z wyraźnym sprzeciwem grup anarchistycznych, które zaczęły walczyć z obecnymi na ulicach dilerami. 27 lutego 2016 trzech anarchistów z lokalnej kawiarnio-księgarni Vox wdało się z dilerami w sprzeczkę, próbując przegonić ich z placu Eksarchion. Dilerzy w odpowiedzi zaatakowali anarchistów przy użyciu noży, przez co jeden z nich trafił do szpitala w ciężkim stanie. W wyniku tego doszło do zaostrzenia antymafijnych nastrojów w dzielnicy. Uliczkami dzielnicy przeszedł marsz przeciwko mafii i policji (którą oskarżano o sprzyjanie dilerom i ułatwianie im wstępu do dzielnicy, aby szkodzić w ten sposób lokalnemu ruchowi). Kulminacją konfliktu było zabójstwo lokalnego bosa mafii o pseudonimie „Habibi”, do czego doszło 7 czerwca 2016 na styku ulic Dervenion i Temistokleus. Wówczas dwóch zamaskowanych anarchistów poruszających się na motocyklu oddało strzały do swojej ofiary.

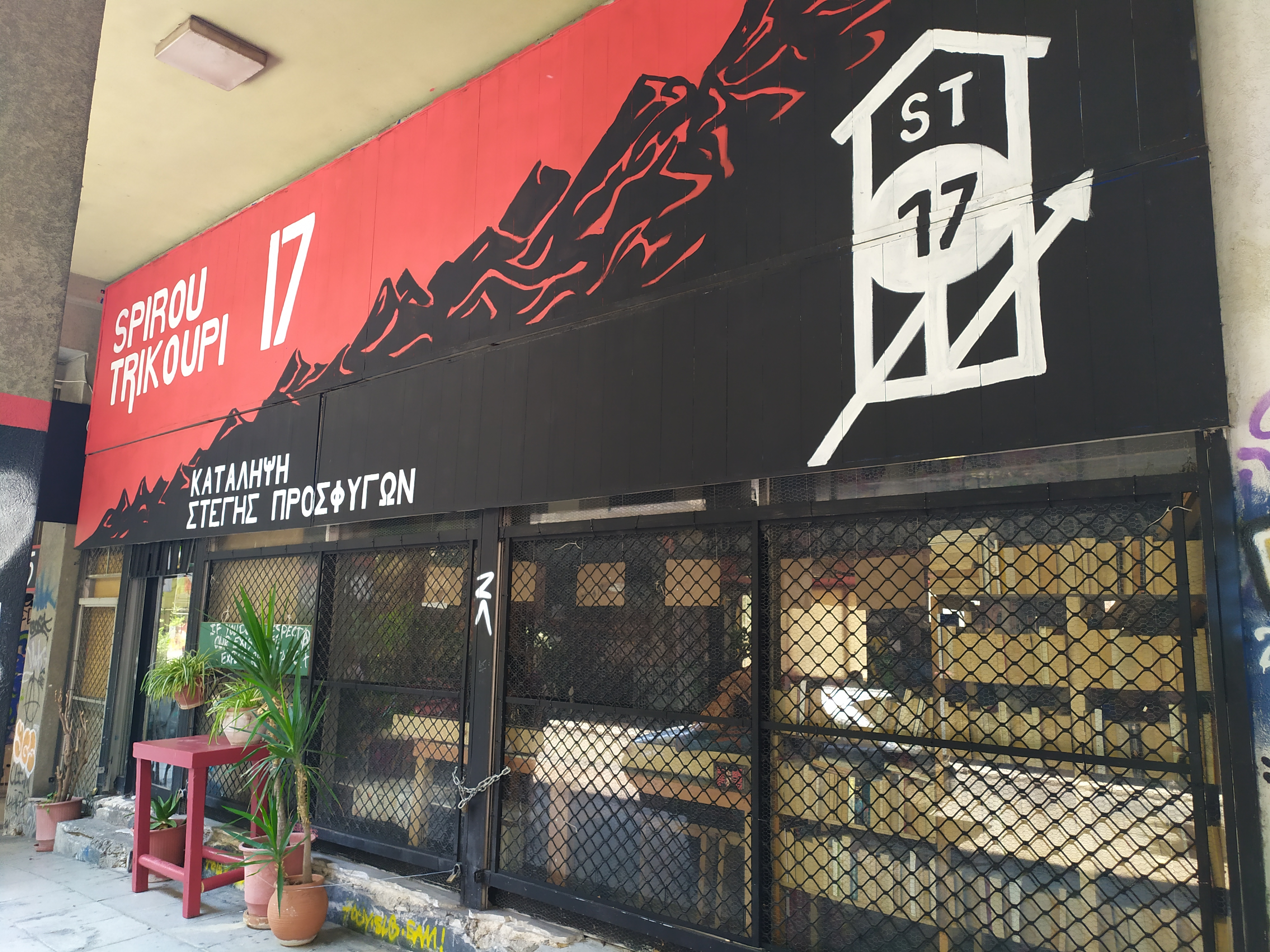
Front squatu Spirou Trikoupi 17, prowadzonego w większości przez imigrantów.

### Kryzys migracyjny
Eksarchię zamieszkuje duża społeczność imigrantów i uchodźców. Przeludnienia i nadużycia w greckich obozach dla uchodźców spowodowały rozpowszechnienie się wśród imigrantów skłotingu w Atenach i na terenie całej Grecji. W samej stolicy funkcjonuje kilkanaście skłotów, z których większość znajduje się w Eksarchii. Służą uchodźcom, imigrantom lub anarchistom jako mieszkania, miejsca udzielania opieki zdrowotnej lub centra socjalne. Skłoty zapewniają przestrzeń dla bardzo różnorodnych społeczności i koalicji. Na przykład skłot City Plaza jest prowadzony przez Afgańczyków, Irakijczyków, Irańczyków, Syryjczyków, Kurdów, Palestyńczyków i Pakistańczyków. Wiele z tych miejsc ma na celu odtworzenie domu dla imigrantów i uchodźców.
Neofaszystowskie, nacjonalistyczne i inne skrajnie prawicowe organizacje były powiązane z licznymi atakami i podpaleniami skłotów dla imigrantów i uchodźców. Ponadto rząd Syrizy dokonał wielu eksmisji skłotów w Atenach.
26 sierpnia 2019 grecka policja, przy użyciu sił MAT, OPKE oraz DIAS, dokonała próby eksmisji czterech skłotów zamieszkiwanych przez imigrantów: Spirou Trikoupi 17, Transito, Rosa de Foc i GARE. Z dwóch budynków wchodzących wówczas w skład Spirou Trikoupi 17 wywieziono 143 osoby, w tym 57 mężczyzn, 51 kobiet i 35 dzieci. Ze skłotu GARE aresztowano 3 osoby. Owe wydarzenia, a także regularne akcje oraz prowokacje ze strony policji, wywołały międzynarodowy sprzeciw (m.in. Amnesty International), a także dyskusję w parlamencie Grecji dotyczącą proporcjonalności operacji policyjnej.